# ليندر كلارك
ليندر كلارك (بالإنجليزية: Leander Clark)‏ هو محامي وقاضي وسياسي أمريكي، ولد في 17 يوليو 1823، وتوفي في 22 ديسمبر 1910. انتخب عضو مجلس نواب ولاية ايوا.